# Tensoba

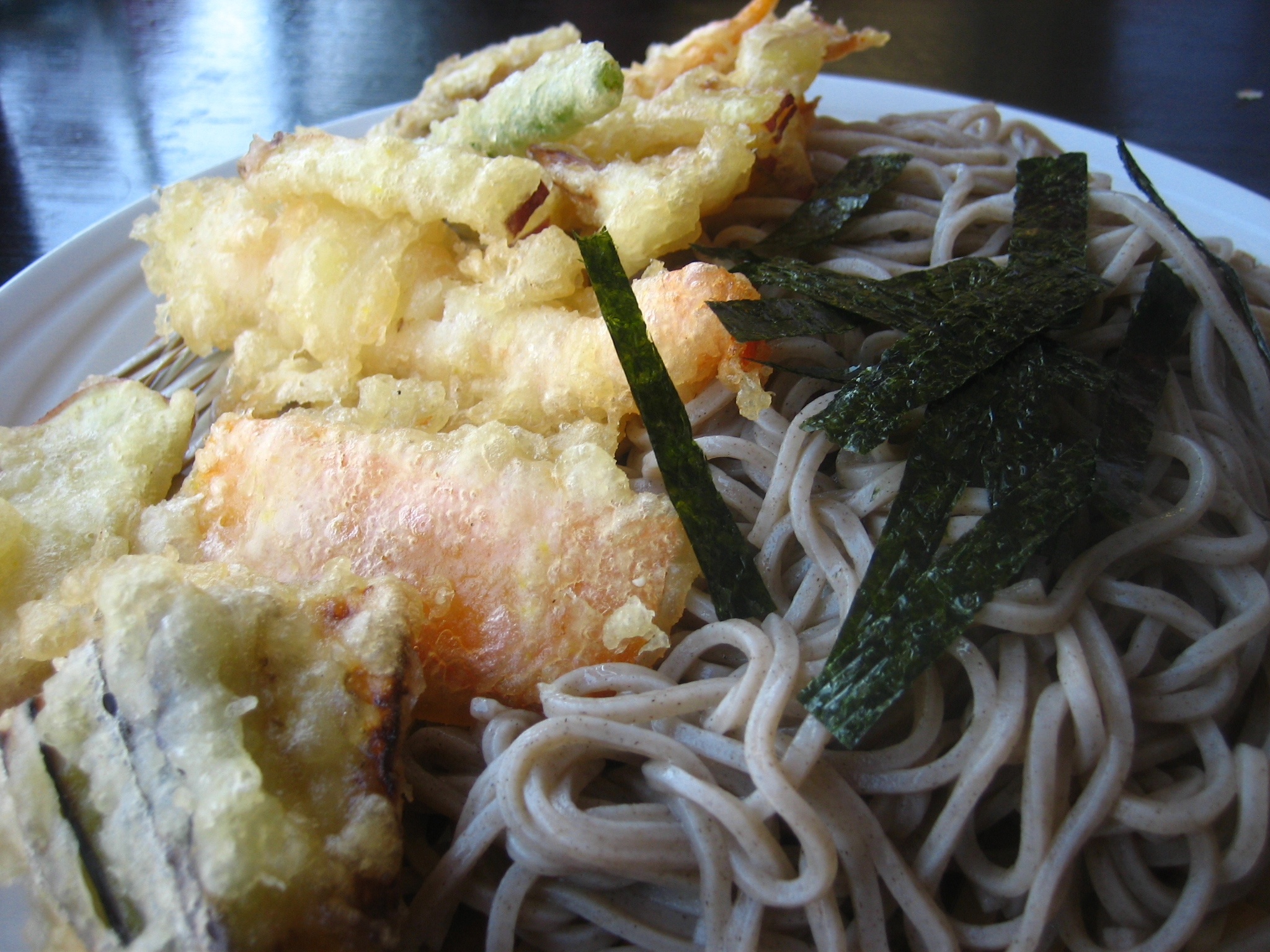
Tempura soba.

El tensoba o tempura soba es un plato de soba (fideos japoneses) y tempura servidos en un caldo oscuro caliente hecho de dashi, salsa de soja y otros ingredientes. La versión más común es la de soba y tempura de gamba.
El plato japonés de fideos soba fríos (zarusoba) servidos con salsa para mojar y un acompañamiento de tempura se llama tenzaru soba.
- Datos: Q7700692
- Multimedia: Tempura soba / Q7700692